# مايك موريسون (كرة سلة)
مايك موريسون (بالإنجليزية: Mike Morrison)‏ مواليد 31 أكتوبر 1989 في سانت بيترسبرغ، هو لاعب كرة سلة أمريكي. بدأ مسيرته الاحترافية في سنة 2012. يلعب مع سكايلاينرز فرانكفورت في الدوري الألماني لكرة السلة. يحمل الرقم 24. يبلغ طوله 6 قدم 9 بوصة (2.1 م).

## روابط خارجية
- مايك موريسون (كرة سلة) على موقع كرة السلة الأوروبية.كوم (الإنجليزية)
- مايك موريسون (كرة سلة) على موقع كلية كرة السلة في سبورتس رفرنس.كوم (الإنجليزية)
- مايك موريسون (كرة سلة) على موقع ريلجم (الإنجليزية)
- مايك موريسون (كرة سلة) على موقع بروبوليرز (الإنجليزية)
- مايك موريسون (كرة سلة) على موقع سبورتس رفرنس (الإنجليزية)